# Савський Нароф
Савський Нароф (хорв. Savski Marof) — населений пункт у Хорватії, в Загребській жупанії у складі громади Брдовець.

## Населення
Населення за даними перепису 2011 року становило 29 осіб.
Динаміка чисельності населення поселення:

## Клімат
Середня річна температура становить 10,50 °C, середня максимальна – 25,13 °C, а середня мінімальна – -6,48 °C. Середня річна кількість опадів – 994 мм.
| Клімат поселення                              | Клімат поселення | Клімат поселення | Клімат поселення | Клімат поселення | Клімат поселення | Клімат поселення | Клімат поселення | Клімат поселення | Клімат поселення | Клімат поселення | Клімат поселення | Клімат поселення | Клімат поселення |
| Показник                                      | Січ.             | Лют.             | Бер.             | Квіт.            | Трав.            | Черв.            | Лип.             | Серп.            | Вер.             | Жовт.            | Лист.            | Груд.            |                  |
| Середній максимум, °C                         | 5,92             | 8,07             | 12,47            | 17,02            | 22,06            | 25,13            | 24,34            | 23,58            | 19,56            | 14,54            | 8,48             | 4,76             |                  |
| Середня температура, °C                       | −0,3             | 1,90             | 6,28             | 10,82            | 15,86            | 18,92            | 20,56            | 19,80            | 15,80            | 10,75            | 4,72             | 0,96             |                  |
| Середній мінімум, °C                          | −6,48            | −4,32            | 0,06             | 4,62             | 9,68             | 12,70            | 16,78            | 16,02            | 12,00            | 6,97             | 0,91             | −2,8             |                  |
| Норма опадів, мм                              | 52               | 51               | 68               | 73               | 84               | 111              | 93               | 96               | 99               | 98               | 98               | 71               |                  |
| Середньомісячна швидкість вітру, м/с          | 1.56             | 1.70             | 2.13             | 2.09             | 1.90             | 1.80             | 1.70             | 1.52             | 1.50             | 1.50             | 1.60             | 1.60             |                  |
| Середньомісячна сонячна радіація, кДж/м²·день | 4063             | 6835             | 10380            | 14782            | 18908            | 20799            | 21624            | 18801            | 13860            | 8519             | 4483             | 3269             |                  |
| --------------------------------------------- | ---------------- | ---------------- | ---------------- | ---------------- | ---------------- | ---------------- | ---------------- | ---------------- | ---------------- | ---------------- | ---------------- | ---------------- | ---------------- |
| Джерело:                                      |                  |                  |                  |                  |                  |                  |                  |                  |                  |                  |                  |                  |                  |